# Ніколае Тімофті
Ніколае Тімофті (рум. Nicolae Timofti; нар. 22 грудня 1948, Чутулешть) — молдовський політик і юрист, голова Вищої ради магістратури, обраний президентом Молдови 16 березня 2012, офіційно обійняв посаду 23 березня 2012 і керував країною до грудня 2016 року.

## Життєпис
Народився 26 грудня 1948 у селі Чутулешть Флорештського району Молдавської РСР. Випускник юридичного факультету Кишинівського державного університету.
Усе життя пропрацював у судовій системі Молдови, почавши свою професійну діяльність після закінчення юридичного факультету Державного університету Кишинева як консультант Міністерства юстиції, потім послідовно обіймав посади судді одного з районних судів Кишинева, судді Верховної ради Молдавської РСР, віце-голови Верховного суду, глави Колегії з кримінальних справ.
З 1996 по 2001 був головою апеляційної палати Кишинева, з того ж 1996 і до 2012 був головою Асоціації суддів Молдови. З березня 2011 обіймав посаду голови Вищої ради магістрату.
Молдова з 2009 року жила без президента, до цього чотири спроби обрати главу держави провалилися, оскільки кандидати не могли набрати необхідної кількості голосів — мінімум 61 з 101 депутата. Вийти з політичної безвиході дозволили три голоси соціалістів, які підтримали висунуту правлячим альянсом «За європейську інтеграцію» кандидатуру Тімофті, який обіймав посаду голови Вищої Ради магістрату. За нього проголосували 62 депутати молдовського парламенту. Опозиційна Партія комуністів, що бойкотує протягом кількох тижнів пленарні засідання парламенту, не брала участі у виборах.
Виступав за інтеграцію країни в ЄС і НАТО. Не брав участь у виборах 2016 року, бо тоді його рейтинг був дуже низький — країну охопили тривалі протести з вимогами відставки президента, уряду та парламенту через понад мільярд доларів, виведений із молдовських банків за час президентства Тімофті. Ліквідація величезних боргів і збитків спричинила падіння курсу національної валюти. 28 квітня 2014 стало відомо, що громадянам Молдови не потрібні візи для того щоб потрапити на територію країн Шенгенської зони.

## Родина
Одружений із Марґаретою Тімофті, має трьох синів.